# Kristopher Gilchrist
Kristopher Jon Gilchrist (Edimburgo, 3 de diciembre de 1983) es un deportista británico que compitió en natación, especialista en el estilo braza.
Ganó una medalla de oro en el Campeonato Mundial de Natación en Piscina Corta de 2008 y una medalla de bronce en el Campeonato Europeo de Natación de 2006, ambas en la prueba de 200 m braza.

## Palmarés internacional
| Campeonato Mundial en Piscina Corta | Campeonato Mundial en Piscina Corta | Campeonato Mundial en Piscina Corta | Campeonato Mundial en Piscina Corta |
| Año                                 | Lugar                               | Medalla                             | Prueba                              |
| ----------------------------------- | ----------------------------------- | ----------------------------------- | ----------------------------------- |
| 2008                                | Mánchester (Reino Unido)            | Medalla de oro                      | 200 m braza                         |
| Campeonato Europeo                  |                                     |                                     |                                     |
| Año                                 | Lugar                               | Medalla                             | Prueba                              |
| 2006                                | Budapest (Hungría)                  | Medalla de bronce                   | 200 m braza                         |